# Leucaena salvadorensis
Leucaena salvadorensis é uma espécie vegetal da família Fabaceae.
Pode ser encontrada nos seguintes países: El Salvador, Honduras e Nicarágua.